# Едвард Лейзір
Едвард Пол Лейзір (англ. Edward Paul Lazear; 17 серпня 1948, Нью-Йорк — 23 листопада 2020) — американський економіст, головний економічний радник президента Джорджа Буша, голова Ради економічних консультантів з 2006 по 2009 рр.

## Життєпис
У 1971 р. він закінчив Каліфорнійський університет у Лос-Анджелесі, де вивчав економіку. У 1974 р. він отримав ступінь доктора філософії у Гарвардському університеті.
З 1985 по 1992 рр. він викладав у Чиказькому університеті, а потім в Стенфордському університеті. Він проводив дослідження з питань економічної політики в Інституті з вивчення праці. Він є членом Інституту Гувера. Як головний економічний радник Джорджа Буша, Лейзір став членом ради консультантів президента з питань податкової реформи.